# Thomas Wilmer Dewing
Thomas Wilmer Dewing né le 4 mai 1851 à Boston dans le Massachusetts et mort le 5 novembre 1938 à New York, est un peintre impressionniste américain.

## Biographie
Il étudie la peinture à l'Académie Julian à Paris puis vient s'installer à New York. Il épouse Maria Oakey Dewing peintre accomplie issue d'une famille ayant de nombreux liens avec le monde de l'art. Son sujet de prédilection est la figure féminine dans une atmosphère onirique et lunaire. Il est un des représentants de premier plan du tonalisme anglo-saxon qui s'inspire en droite ligne de l'École de Barbizon avec son accentuation de l'atmosphère et des ombres tout en se limitant à des valeurs chromatiques moyennes pour éviter les contrastes appuyés et les couleurs vives.

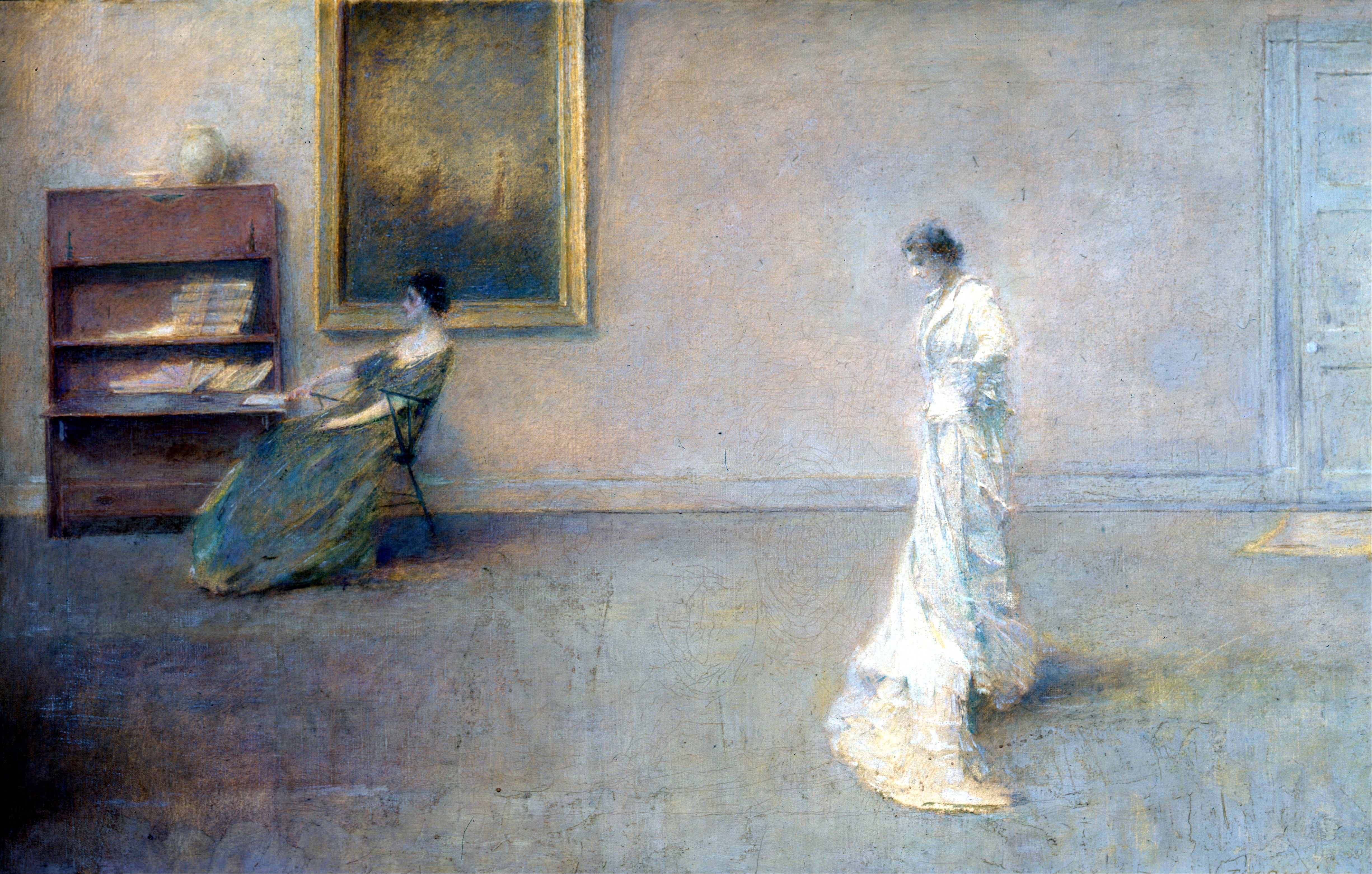
The white dress, 1901, Berkshire Museum, Pittsfield (Massachusetts).